# WoningNet

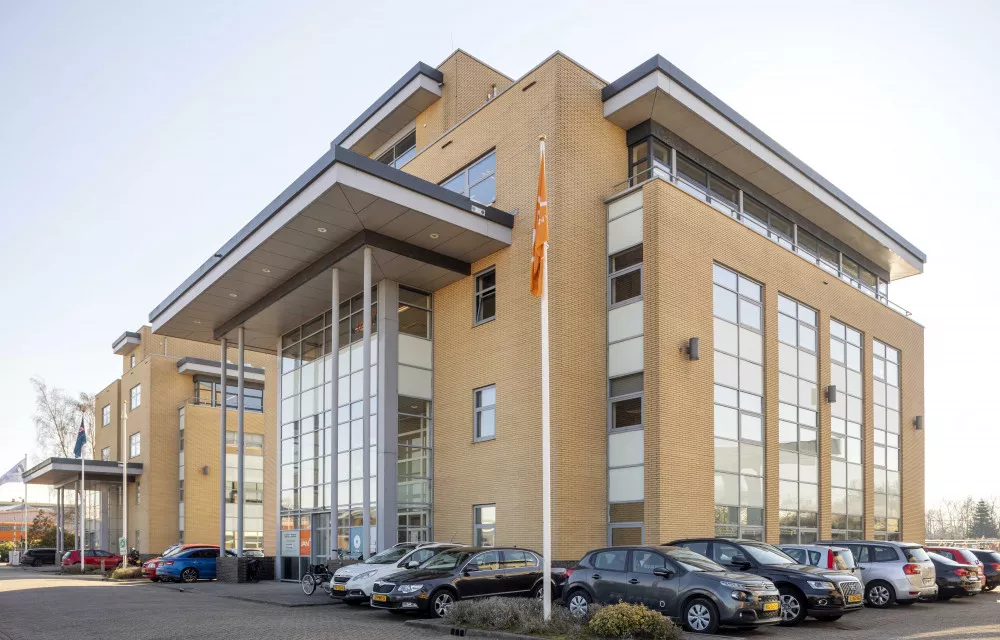
Kantoor WoningNet in Weesp

WoningNet is een dienstencentrum voor woonruimtebemiddeling en werkt hierbij samen met woningcorporaties, gemeenten en woningzoekenden in Nederland. WoningNet faciliteert corporaties en gemeenten bij het koppelen van woningzoekenden aan het woningaanbod. De organisatie publiceert het woningaanbod op de DAK-website en applicatie, waar woningzoekenden advertenties voor woningen kunnen bekijken en hun interesse voor een woning kenbaar kunnen maken. 
Bij WoningNet werken circa 160 mensen. WoningNet heeft geen winstoogmerk en is een partner voor meer dan 200 woningcorporaties op het gebied van woonruimteverdeling. 

## Regio's
WoningNet werkt voor 12 regio's, onder meer voor corporaties in de regio's:
- Amsterdam
- Utrecht
- Almere
- Groningen
- Drechtsteden
- IJmond / Zuid-Kennemerland
- Gooi en Vechtstreek
- Eemvallei
- Huiswaarts
- Woongaard
- Boven Groningen

De regels kunnen deels per regio verschillen. 

## Woonruimtebemiddeling (WRB)
Het woonruimtebemiddelingssysteem (WRB) van WoningNet is een uniform systeem dat aansluit op de processen van woningcorporaties voor het selecteren en de sortering van woningzoekenden. In het systeem zitten wet- en regelgeving en andere selectiecriteria. Corporaties kunnen zo woningzoekenden helpen om een geschikte woning te vinden.

## Klantcontactcentrum (KCC)
Het KCC van WoningNet handelt jaarlijks bijna 200.000 contacten met woningzoekenden af en voert ruim 180.000 administratieve handelingen uit voor de verschillende regio’s. Medewerkers van het KCC zijn getraind en op de hoogte van de actuele lokale wet- en regelgeving voor woningzoekenden. 80% van de telefoontjes wordt binnen 30 seconden opgenomen. Medewerkers beantwoorden e-mails, brieven en verzorgen de administratieve- en financiële ondersteuning. Het KCC werkt met kwaliteitscoaches die alle medewerkers meerdere keren per jaar monitoren en begeleiden op gesprekstechnieken en inhoudelijke kennis. Zodat woningzoekenden betrouwbaar en professioneel geholpen worden.

## Management informatie
De organisatie doet onderzoek om corporaties een beeld te kunnen geven van de ontwikkelingen binnen de werkgebieden. In de onderzoeken richt de organisatie zich op:
- Woonwensen van woningzoekenden;
- De effecten van passend toewijzen op bijvoorbeeld de slaagkans van specifieke doelgroepen;
- Betaalbaarheid;
- Doorstroming.

## Geschiedenis
Na de Tweede Wereldoorlog was de woningnood enorm. Mensen die over een grote woning beschikten, kregen een gezin dat kwam inwonen. Tijdens de wederopbouw na de Tweede Wereldoorlog bracht de eerste voorloper van WoningNet, de Dienst Inkwartiering Herstel en Afwikkeling (DIHA), de geallieerde strijdkrachten en oorlogsgedupeerden onder en hielp ze aan woonruimte. In de jaren tachtig zette ze een grote stap naar automatisering en werden duizenden papieren dossiers digitaal opgeslagen. Eind jaren 90 kwam een eigen URL, woningnet.nl, met op 7 mei 2001 de officiële lancering van WoningNet in het Olympisch Stadion in Amsterdam.
WoningNet ontstaat vanuit de privatisering van de Dienst Woonruimtezaken van de Gemeente Utrecht in de Stichting WoonService Utrecht onder verantwoordelijkheid van de samenwerkende corporaties in Utrecht. 